# Johann Heinrich von Mädler

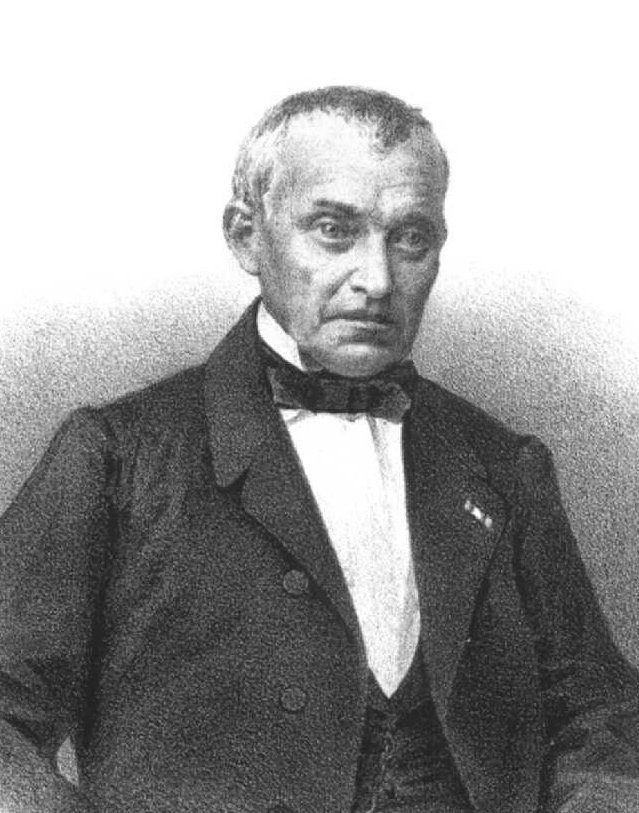
Johann Heinrich von Mädler

Johann Heinrich von Mädler (Berlijn, 29 mei 1794 - nabij Hannover, 14 maart 1874) was een Duits negentiende-eeuwse astronoom. Hij vervaardigde onder meer de eerste gedetailleerde kaart van de maan en berekende nauwkeurig de duur van het tropisch jaar. 
Von Mädler was de zoon van welgestelde burgers. Hij verloor beide ouders ten gevolge van buiktyfus in 1813 toen hij 19 was en werd zo verantwoordelijk voor de opvoeding van drie jongere zusters. Hij begon privaatlessen te geven en in 1818 kon hij dan wiskunde en astronomie gaan studeren aan de enkele jaren voordien opgerichte Humboldt-Universiteit Berlijn bij onder meer Johann Elert Bode en Johann Encke. In 1822 kreeg hij een baan als privaatleraar, die hij behield tot hij Berlijn verliet.
In 1824 leerde hij de rijke bankier Wilhelm Beer (broer van de componist Giacomo Meyerbeer) kennen, die in astronomie geïnteresseerd was. Met de hulp van Mädler richtte Beer een goed uitgerust privé-observatorium in, waarin Mädler ging werken, zonder zijn baan als leraar op te geven. Beer en Mädler observeerden vooral de maan en de planeten. Ze maakten een eerste nauwkeurige kaart van Mars en bepaalden de omwentelingstijd ervan; hun berekening wijkt slechts 13 seconden af van de huidig aanvaarde waarde. Ze maakten ook een grote kaart van de maan die in vier delen verscheen in 1834-36 (Mappa Selenographica), waardoor Mädler bekendheid verwierf en de aandacht van de Berlijnse geleerden trok.
In 1836 werd hij aangesteld als observator aan de koninklijke sterrenwacht in Berlijn, onder de leiding van Johann Encke. In 1840 werd hij benoemd tot directeur van de sterrenwacht in Dorpat (tegenwoordig Tartu, Estland, maar toen onder Russisch bewind), waar hij Friedrich Georg Wilhelm von Struve opvolgde. Daar bleef hij de volgende vijfentwintig jaar, maakte zowel meteorologische als astronomische waarnemingen, in het bijzonder van dubbelsterren, en publiceerde veelvuldig, ook populair-wetenschappelijke werken voor het brede publiek zoals zijn Populäre Astronomie die voor het eerst verscheen in 1841 en in 1865 een achtste druk kende.
In 1846 postuleerde hij de zogenaamde hypothese van de centrale zon (Die Centralsonne), volgens welke er een centrum in de Melkweg is, waar omheen de andere sterren en dus ook de zon draaien. Hij wees de ster Alcyone in de Pleiaden als "ster in het centrum" aan (dit bleek achteraf niet juist te zijn: het centrum van de Melkweg ligt in de richting van de Boogschutter). Hij berekende ook nauwkeurig de duur van het tropisch jaar en op basis van zijn resultaten stelde hij in 1864 aan de Russische tsaar een nieuwe kalender voor, als vervanging van de juliaanse kalender die in het Russische rijk nog werd gebruikt. Zijn voorstel werd echter niet aanvaard. Na de Oktoberrevolutie schakelde Rusland over de gregoriaanse kalender.
In 1865 was zijn gezichtsvermogen zodanig teruggelopen dat hij geen waarnemingen meer kon doen en hij met pensioen moest gaan. Hij keerde naar Duitsland terug, liet zich in Wiesbaden met succes aan de ogen opereren en schreef zijn tweedelige Geschichte der Himmelskunde von der ältesten bis auf die neueste Zeit, die in 1872-3 verscheen.
Een krater op de maan en een krater op Mars zijn naar hem genoemd.